# São Lourenço do Sul
São Lourenço do Sul liegt etwa 200 km südlich von Porto Alegre im brasilianischen Bundesstaat Rio Grande do Sul und ist mit etwa 45.000 Einwohnern eine Kleinstadt und ein Badeort am Westufer der Lagune Lagoa dos Patos. Die Stadt wurde von deutschen Einwanderern gegründet und wird noch heute von zahlreichen Deutschbrasilianern bewohnt.

## Geschichte
Der deutsche Kaufmann Jacob Rheingantz (* 10. August 1817 in Sponheim) erwarb am 30. Dezember 1856 acht Quadratmeilen unerschlossenes Land von der kaiserlichen Regierung Brasiliens und baute es mit bescheidenen Mitteln zu einer Musterkolonie aus. Der Kaufpreis betrug einen halben Real pro Quadratbrassa (eine brassa entsprach 2,20 Meter, eine Quadratbrassa 4,84 Quadratmetern). 
Rheingantz verpflichtete sich, das Land innerhalb von fünf Jahren zu vermessen und es wenigstens mit 1440 ackerbautreibenden Kolonisten deutscher, schweizerischer und belgischer Nationalität zu besiedeln, die er 1857 anwarb.
Der erste Einwanderertrupp bestand aus 88 Personen, darunter 15 Familien und 14 Ledige.
Ackerbauern waren nur fünf darunter, dagegen waren viele Handwerker vertreten (Schneider, Schmiede, Zimmermann, Maler, Techniker, Wagner, Bäcker, Buchbinder, Achatbohrer und fünf Schuster). Die Aussiedler wurden durch den Auswandererungsagenten Wilhelm Hühn aus Hamburg ausgesucht.
Da eine landwirtschaftliche Kolonie geplant war, entsprach die Zusammensetzung der Siedler nicht den Erwartungen, so dass in einem Verzeichnis von 1879 nur noch sechs der ursprünglichen Kolonisten aufgeführt waren.
1859, 1860, 1861 und 1862 folgten weitere Einwanderer aus dem Rheinland und aus Schlesien, in den Jahren danach aus Pommern. 1879 lebten bereits 860 deutsche Familien mit rund 6000 Personen in São Lourenço do Sul.